# Dominic Miller
Pour les articles homonymes, voir Miller.

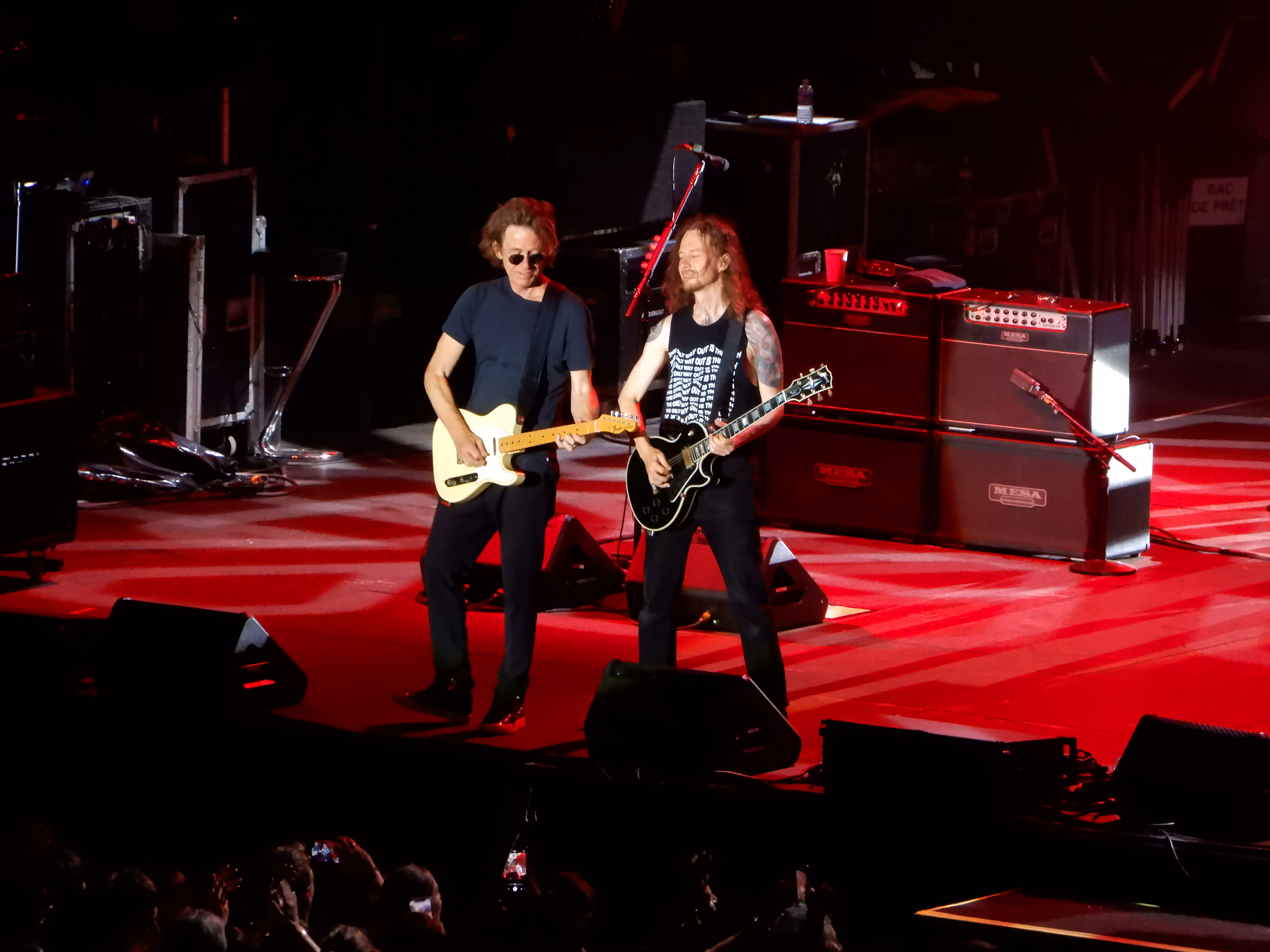
Dominic et Rufus Miller (Sting) aux Arènes de Nîmes, juillet 2022

Dominic Miller est un guitariste argentin né le 21 mars 1960 à Buenos Aires.

## Biographie
Il apprend la guitare à l'âge de 15 ans. Il affectionne tout particulièrement les guitares acoustiques avec un jeu de corde en nylon.
Musicien de studio très demandé dans les années 1980, il joue sur l'album Packed! des Pretenders en 1990.
Il fut aussi le premier guitariste du groupe britannique Level 42, par la suite remplacé par Boon Gould.
Il avoue que son jeu musical a été fortement complété et élargi depuis sa rencontre avec le batteur Manu Katché et le bassiste Pino Palladino.
Il a notamment collaboré avec Sting, avec qui il a coécrit les chansons Shape Of My Heart et La Belle Dame Sans Regrets. Il a beaucoup apporté à la musique de Sting, depuis leur première rencontre en 1990. Comme Sting le dit lui-même, « Dominic est mon bras droit... et le gauche aussi ! ». Dominic a joué sur tous les albums de Sting depuis The Soul Cages en 1991 jusqu'à The Bridge en 2021 et a participé à toutes les tournées à partir de 1991.
Son fils Rufus Miller (né Juin 1985 Hammersmith) a également rejoint Sting comme membre permanent du groupe depuis 2017. 
L'album de Sting, Songs from the Labyrinth, avec Edin Karamazov favorise le luth comme instrument. C'est Dominic qui a offert à Sting cet instrument et lui a permis de le découvrir.
En  1996, il joue sur le deuxième album solo de Richard Wright, claviériste du groupe Pink Floyd, Broken China avec Sinéad O'Connor au chant sur deux chansons.
Dominic joue aussi  sur l'album …But Seriously de Phil Collins ainsi que sur celui  de Katie Melua, The House.
Il est aussi l'auteur de 10 albums solo et 5 en duo, avec entre autres Dylan Fowler, Peter Kater, etc. Il parle très bien le français.

## Discographie

### Solo
- The Latin/Jazz Guitars of Dominic Miller and Dylan Fowler (Music Factory, 1984)
- Music by David Heath & Dominic Miller (Grapevine, 1985)
- First Touch (EarthBeat!, 1995)
- Second Nature (Rutis/BMG, 1999)
- New Dawn avec Neil Stacey (Naim, 2012)
- Shapes (Decca, 2004)
- Third World (Alula, 2005)
- Fourth Wall (Q-Rious, 2006)
- In a Dream avec Peter Kater (Point of Light, 2008)
- November (Q-Rious, 2010)
- 5th House (Q-Rious, 2012)
- Ad Hoc (Q-Rious, 2014)
- Hecho en Cuba avec Manolito Simonet (Q-Rious, 2016)
- Silent Light (ECM, 2017)
- Absinthe (ECM, 2019)
- Vagabond (ECM, 2023)

### En tant qu'invité
Chris Botti
- Night Sessions (2001)
- When I Fall in Love (2004)

Julia Fordham
- Porcelain (1989)
- Swept (1991)
- Falling Forward (1994)

Vlado Georgiev
- Do svitanja (2007)
- Daljina (2013)

King Swamp
- King Swamp (1989)
- Wiseblood (1990)

Level 42
- Staring at the Sun (1988)
- Guaranteed (1991)

Mike Lindup
- Changes (1990)
- On the one (2011)
- Changes 2 (2023)

Eddi Reader
- Mirmama (1992)
- Candyfloss and Medicine (1996)

Soraya
- Torre De Marfil (1997)
- Cuerpo y Alma (2000)

Sting
- The Soul Cages (1991)
- Ten Summoner's Tales (1993)
- Mercury Falling (1996)
- Brand New Day (1999)
- Sacred Love (2003)
- Songs from the Labyrinth (2006) - Guitare sur deux chansons live de l'édition spéciale Dowland Anniversary Edition de cet album.
- If on a Winter's Night... (2009) - Guitare sur 7 chansons.
- Symphonicities (2010)
- The Last Ship (2013)
- 57th & 9th (2016)
- The Bridge (2021)

William Topley
- Black River (1997)
- Mixed Blessing (1998)
- Spanish Wells (1999)
- Sea Fever (2005)

### Participations
- Beth Nielsen Chapman, Sand and Water (1997)
- The Chieftains, The Long Black Veil (1995)
- Vinnie Colaiuta, Vinnie Colaiuta (1994)
- Phil Collins, ...But Seriously (1989)
- Beverley Craven, Mixed Emotions (1999)
- Gabin Dabiré Tieru (2002)
- Blossom Dearie, Blossom's Planet (2000)
- Manu Dibango, Wakafrika (1994)
- Lesley Garrett, The Singer (2003)
- Mark Hollis, Mark Hollis (1998)
- Manu Katché, It's About Time (1992)
- Ronan Keating, Ronan (2000)
- David Lanz, East of the Moon (2000)
- Marc Lavoine, Marc Lavoine (2001)
- Alejandro Lerner, Si Quieres Saber Quien Soy (2000)
- Chuck Loeb, Simple Things (1994)
- Kami Lyle, Blue Cinderella (1997)
- Mango, Come l'acqua (1996)
- Katie Melua, The House (2010)
- Wendy Moten, Life's What You Make It (1996)
- Youssou N'Dour, Joko (2000)
- Jimmy Nail, Crocodile Shoes II (1996)
- Novecento, Surrender (2009)
- Trijntje Oosterhuis, Trijntje Oosterhuis (2003)
- The Pretenders, Packed! (1990)
- A. R. Rahman, Vande Mataram (1997)
- Conner Reeves, Earthbound (2004)
- Kim Richey, Glimmer (1999)
- Eric Starr, She (2016)
- John Tesh, Guitar by the Fire (1998)
- Tina Turner, Wildest Dreams (1996)
- World Party, Bang! (1993)
- Richard Wright, Broken China (1996)
- Paul Young, Other Voices (1990)